# 元政
元政（？—？），一作正，河南郡洛阳县（今河南省洛阳市东）人，追尊魏昭成帝拓跋什翼犍六世孙，北魏宗室、官员。

## 生平
元政随魏孝武帝元修西入关中，官至使持节、骠骑大将军、开府仪同三司、散骑常侍、大行台左丞、侍中、著作郎、吏部尚书、大宗正卿，封鲁郡公，死后朝廷赠予徐兖二州刺史，谥号威。

## 家庭

### 父亲
- 元业，北魏使持节、开府仪同三司、侍中、右卫大将军、尚书右仆射、青冀徐兖五州诸军事、五州刺史、司徒、太□、兰陵王[1][3]

### 子女
- 元谅，北周襄州刺史、宣阳公[3]
- 元诚，隋朝梁州白云县县令[1]